# Pomona (New Jersey)
Pour les articles homonymes, voir Pomona.
Pomona est une communauté non incorporée rattachée à Galloway Township dans le Comté d'Atlantic, New Jersey.
Sa population était de 7 124 habitants en 2010.